# Platyoides grandidieri
Espèce
Platyoides grandidieri est une espèce d'araignées aranéomorphes de la famille des Trochanteriidae.

## Distribution
Cette espèce se rencontre à Madagascar, à La Réunion, à Aldabra aux Seychelles et au Kenya.

## Description
Le mâle décrit par Platnick en 1985 mesure 4,48 mm et la femelle 7,96 mm.

## Étymologie
Cette espèce est nommée en l'honneur de Guillaume Grandidier.

## Publication originale
- Simon, 1903 : Descriptions d'arachnides nouveaux de Madagascar, faisant partie des collections du Muséum. Bulletin du Muséum National d'Histoire Naturelle de Paris, vol. 9, p. 133-140 (texte intégral).